# Обезьяний процесс
Дело Штат Теннесси против Джона Томаса Скоупса, более известное как «обезьяний процесс» (англ. monkey trial) — судебный процесс, проходивший в 1925—1926 годах в уголовном суде штата Теннесси в городе Дейтон над школьным учителем из того же города Джоном Скоупсом (1900—1970), который был обвинён в нарушении антидарвинистского «акта Батлера».
Незадолго до этого в штате Теннесси с подачи фермера и христианского фундаменталиста Джона Батлера был принят акт Батлера — закон, запрещающий преподавать в любом финансируемом штатом Теннесси образовательном учреждении «любую теорию, которая отвергает историю Божественного Сотворения человека, которой нас учит Библия, и учит вместо этого о том, что человек произошёл от животных низшего порядка». Виновного ждал штраф от 100 до 500 долларов.
Процесс также вскрыл раскол в среде американских христиан между фундаменталистами, настаивающими на буквальном прочтении каждого предложения Библии, и модернистами, считающими, что наука совместима с религией в теистическом эволюционизме.

## Процесс
Сторона защиты пыталась поставить под сомнения законность акта Батлера и добиться его отмены в судебном порядке. Американский союз защиты гражданских свобод, которым руководил Роджер Болдуин, объявил, что предоставит юридическую защиту всем, кого будут преследовать по этому закону. Скоупса представляла группа юристов во главе со знаменитым адвокатом Клэренсом Дэрроу, за год до этого защищавшим убийц Леопольда и Лёба. В команду защиты пытались привлечь даже Герберта Уэллса, но тот отклонил приглашение, поскольку был плохо знаком с судопроизводством даже в Британии, не говоря уже о США.
На стороне обвинения выступал юрист и политик, трёхкратный кандидат в президенты США Уильям Дженнингс Брайан, который был известен как вдохновитель акта Батлера и других антиэволюционных законов.
На протяжении суда Брайан демонстрировал скудность своих познаний в биологии, истории и богословии, а речь одного из адвокатов защиты Дадли Филда Мэлоуна была признана кульминационным моментом процесса, однако Скоупс всё же был признан виновным 21 июля и приговорён уплатить 100 долларов.
Адвокаты Скоупса подали апелляцию.
Верховный суд штата Теннесси не признал правоты Скоупса, однако отменил приговор по техническим основаниям: присяжные не определили размер штрафа, а судья, вынесший решение, по своей должности не имел права назначать штраф свыше 50 долларов, тогда как акт Батлера требовал штрафа не менее 100 долларов.

## В поп-культуре
- Пьеса «Пожнёшь бурю[англ.]» (1955).
  - Два одноимённых голливудских фильма (1960, 1999[англ.]).
- Фильм «Предположение» (2010).
- Эпизод «The Monkey Suit» (17.21) мультсериала «Симпсоны».
- Имеет отсылку в эпизоде «A Clockwork Origin» (06.09) мультсериала «Футурама».
- Упоминается в книге «Убик» Филипа Дика (глава 11).
- Мультфильм «Мартышки в космосе» (2008).

События этого знаменитого процесса послужили основой для большого количества шуток в различных изданиях.